# Teufelslappen

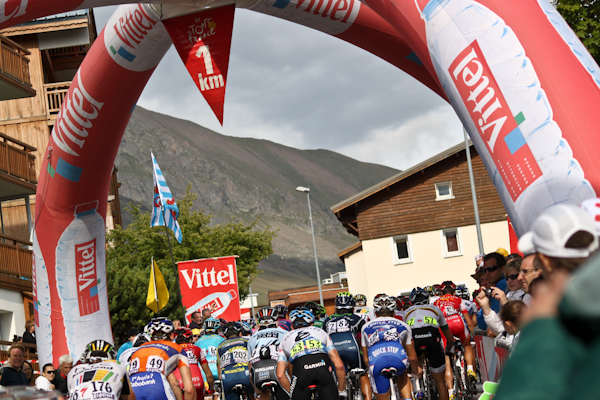
Teufelslappen

Der Teufelslappen (französisch flamme rouge, „rote Flamme“) ist eine Streckenmarkierung, die hauptsächlich im Straßenradsport verwendet wird.

## Form und Verwendung
Der Teufelslappen ist ein roter, dreieckiger Wimpel, der in der Regel aus Stoff angefertigt ist. Er signalisiert den Teilnehmern eines Radrennens, dass die letzten 1000 Meter des Rennens oder der Etappe vor ihnen liegen. Der Wimpel wird dabei zu Beginn des letzten Kilometers über der Strecke platziert, etwa an einem Seil oder unter einem aufblasbaren Bogen.
Teufelslappen werden auch außerhalb des Straßenradsports verwendet, sie kommen zum Beispiel auch bei Marathonläufen zur Markierung des letzten Kilometers zum Einsatz.

## Geschichte
Während der Tour de France 1906 wurde erstmals die flamme rouge eingesetzt, um den Beginn des letzten Etappenkilometers sichtbar zu kennzeichnen. Die deutsche Bezeichnung Teufelslappen prägte der Journalist und langjährige ARD-Kommentator der Tour de France, Herbert Watterott. Jedoch hatte zuvor bereits Günter Isenbügel in einer Radioreportage von der 21. Etappe der Tour de France 1965 vom roten Teufelslappen gesprochen. Herbert Watterott kommentierte aber erst ab 1973 live. Dass er während einer Live-Fernsehübertragung der Tour spontan die flamme rouge erstmals als roten Teufelslappen bezeichnet haben soll, ist daher nur ein Gerücht. Dennoch gehört der Begriff zu Watterotts bekanntesten Aussprüchen.

## Sonstiges
Die Spitznamen El Diablo und Didi the Devil des deutschen Künstlers und ehemaligen Amateurradrennfahrers Didi Senft, der dafür bekannt war, in einem Teufelskostüm als Fan auf Radrennveranstaltungen wie der Tour de France aufzutreten, basieren nach eigenen Angaben auf dem Teufelslappen. Als Kind in der DDR habe er „die Tour de France heimlich im Westfernsehen gesehen“ und aufgrund der Reporteraussagen über den Teufelslappen beschlossen, öffentlich im Teufelskostüm aufzutreten.
Bei der Tour de France 2016 stürzte die Flamme rouge während des Rennverlaufs der 7. Etappe auf die Straße. Der Fahrer Adam Yates wurde dabei verletzt, das Hauptfeld wurde aufgehalten. Nach Angaben des Veranstalters hatte ein Zuschauer den luftgefüllten Bogen versehentlich zum Einsturz gebracht. Auf Beschluss der Rennjury wurden deshalb die Zeitabstände der Drei-Kilometer-Marke gewertet.